# Ик (приток Берди)
Ик — река в Новосибирской области России. Устье реки находится в 126 км от устья Берди по правому берегу. Длина реки составляет 75 км. Площадь водосборного бассейна — 730 км². Высота устья — 139,6 м над уровнем моря.
На реке стояли хутора Колеватово, Вершина Ика, Мавриковский, Горбуновский, Симоновский, деревня Валово, уничтоженные в процессе укрупнения «неперспективных деревень» в 1960-е годы Единственное сохранившееся поселение — деревня Верх-Ики.

## Притоки
(указано расстояние от устья)
- 7 км: Китерня
- 8 км: Малый Ик
- 16 км: Тарадановка
- 23 км: Крохалёвка
- 37 км: Аштак
- 41 км: Большая Еловка
- 47 км: Листвянка

## Данные водного реестра
По данным государственного водного реестра России относится к Верхнеобскому бассейновому округу, водохозяйственный участок реки — Обь от города Барнаул до Новосибирского гидроузла, без реки Чумыш, речной подбассейн реки — бассейны притоков (Верхней) Оби до впадения Томи. Речной бассейн реки — (Верхняя) Обь до впадения Иртыша.